# گاوگوزن سوینی
گاوگوزن سوینی (نام علمی: Alcelaphus buselaphus swaynei) نام یک زیرگونه از گونه گاوگوزن است.